# Tornillo pentalobular

Comparación de la cabeza del tornillo pentalobular con otros tipos similares de cabezas de tornillos

El tornillo pentalobular (en inglés y según la nomenclatura de Apple Inc. pentalobe security screw) es un tipo de tornillo de seguridad, es decir, un tornillo diseñado para dificultar su manipulación por personal ajeno. En concreto se requiere un destornillador específico (pentalobular) y poco común para apretar o aflojar estos tornillos. El nombre de este tornillo hace referencia al hueco en forma de estrella de cinco lóbulos presente en su cabeza destinado a encajar la herramienta de apriete. Este hueco en la cabeza del tornillo pentalobular es similar al de un tornillo Torx, pero el hueco de los tornillos Torx tiene 6 puntas y el de los tornillos pentalobulares 5 lóbulos, lo cual hace que las herramientas de ambos sistemas no sean intercambiables.
Este tipo de tornillo es usado por Apple
y otros fabricantes
en partes claves de algunos de sus productos (por ejemplo, para fijar una tapadera y así impedir el acceso al interior del dispositivo).

## Tamaños y designaciones

Medida del tornillo pentalobular

Existen varios tamaños de tornillos (y destornilladores) pentalobulares. Para identificar uno de estos tamaños se suele indicar su tamaño (A) en milímetros. Como alternativa a esta forma de identificarlos también se utiliza de forma frecuente designaciones que comienzan por P (usadas por la empresa estadounidense iFixit). Existen otras designaciones menos usadas para referirse a estos mismos tamaños, como las designaciones que comienzan por TS (usadas, por ejemplo, por el fabricante CONECTICPLUS) y las designaciones que comienzan por PL (usadas por el fabricante alemán Wiha).
Los tornillos pentalobulares más extendidos son los de tamaño P2 (que se utilizan en todos los iPhone a partir del iPhone 4 versión Verizon/Sprint/CDMA inclusive), los de tamaño P5 (que se utiliza en el MacBook Air y el MacBook Pro con pantalla Retina), y en menor medida los de tamaño P6 (que se utilizan en la batería del MacBook Pro de 15" de 2009).
| Tamaño A (mm) | Desig. P | Desig. TS | Desig. PL | Usos en Apple |
| ------------- | -------- | --------- | --------- | --- |
| 0.8 mm        | P2       | TS1       | PL1       | iPhone 4 (excepto la versión inicial), 4S, 5, 5C, 5S, 6, 6 Plus, 6S, 6S Plus, SE, 7, 7 Plus, 8, 8 Plus, X, Xs, Xs Max y XR.          |
| 0.9 mm        |          | TS2       | PL2       | Correa del Apple Watch. |
| 1.1 mm        |          | TS3       | PL3       | |
| 1.2 mm        | P5       | TS4       | PL4       | MacBook Air y MacBook Pro con pantalla Retina.                                                                                       |
| 1.5 mm        | P6       | TS5       | PL5       | Batería del MacBook Pro (2009) de 15". El destornillador para su manipulación es denominado Apple specialty tool 922-9101 por Apple. |
| 1.6 mm        |          | TS6       | PL6       | |

### Conflictos en las designaciones
A veces las designaciones TS también son utilizada para identificar tornillos de seguridad Torx Plus. El hueco de la cabeza de los tornillos Torx Plus es parecido al de los tornillos pentalobulares, presentando también 5 lóbulos, pero no exactamente igual en su forma. Además los tornillos de seguridad Torx Plus presentan una protuberancia en el centro, por lo tanto los destornilladores para estos tornillos presentan una oquedad en el centro de la punta para poder introducirlos en la cabeza del tornillo. Aunque se use el mismo tipo de designación para ambos tipos de tornillos éstos no suelen confundirse, ya que los tornillos pentalobulares suelen tener tamaños inferiores (normalmente TS5 o menor) y los tornillos de seguridad Torx Plus suelen tener tamaños superiores (normalmente TS8 o mayor).
Desafortunadamente las designaciones TS también son usadas por los tornillos Torq-set, así que, por ejemplo TS5, puede referirse a dos tipos distintos de tornillo.

## Usos en Apple
Los tornillos pentalobulares fueron adoptados por Apple a partir de 2009, cuando se utilizaron por primera vez en el MacBook Pro de 15 pulgadas. Desde entonces, se han utilizado en otros modelos de MacBook Pro, MacBook Air y iPhone. Apple fue criticado por la introducción de este tipo de tornillos en sus dispositivos, ya que dificulta cualquier actuación del usuario en el interior de estos dispositivos.

### MacBook Pro
El primer producto de Apple que incluyó tornillos pentalobulares fue el modelo MacBook Pro de 15 pulgadas de mediados de 2009. Se utilizaron tres tornillos pentalobulares internamente para fijar la batería al chasis. Es posible utilizar un destornillador de punta plana de 1,5 mm para extraer estos tornillos. Éste fue el único uso de tornillos pentalobulares en el interior de estas computadoras portátiles; todos los MacBook Pro posteriores utilizan tornillos de seguridad «tri-wing» para fijar la batería al chasis del dispositivo, o bien las baterías se encuentran fijadas con pegamento.
Los tornillos pentalobulares reaparecieron en la versión de mediados de 2012 del MacBook Pro. Ocho tornillos pentalobulares de 3 mm de largo y dos de 2,3 mm se utilizaron externamente para fijar la tapadera inferior de la carcasa del dispositivo a su chasis. La versión de finales de 2012 del MacBook Pro de 13 pulgadas fue el primer modelo de 13 pulgadas en utilizar tornillos pentalobulares; varios de ellos se utilizaron externamente de forma similar al MacBook Pro de 15 pulgadas de mediados de 2012. Ninguno de los tres modelos de 17 pulgadas del MacBook Pro ha utilizado ningún tornillo pentalobular.

### MacBook Air

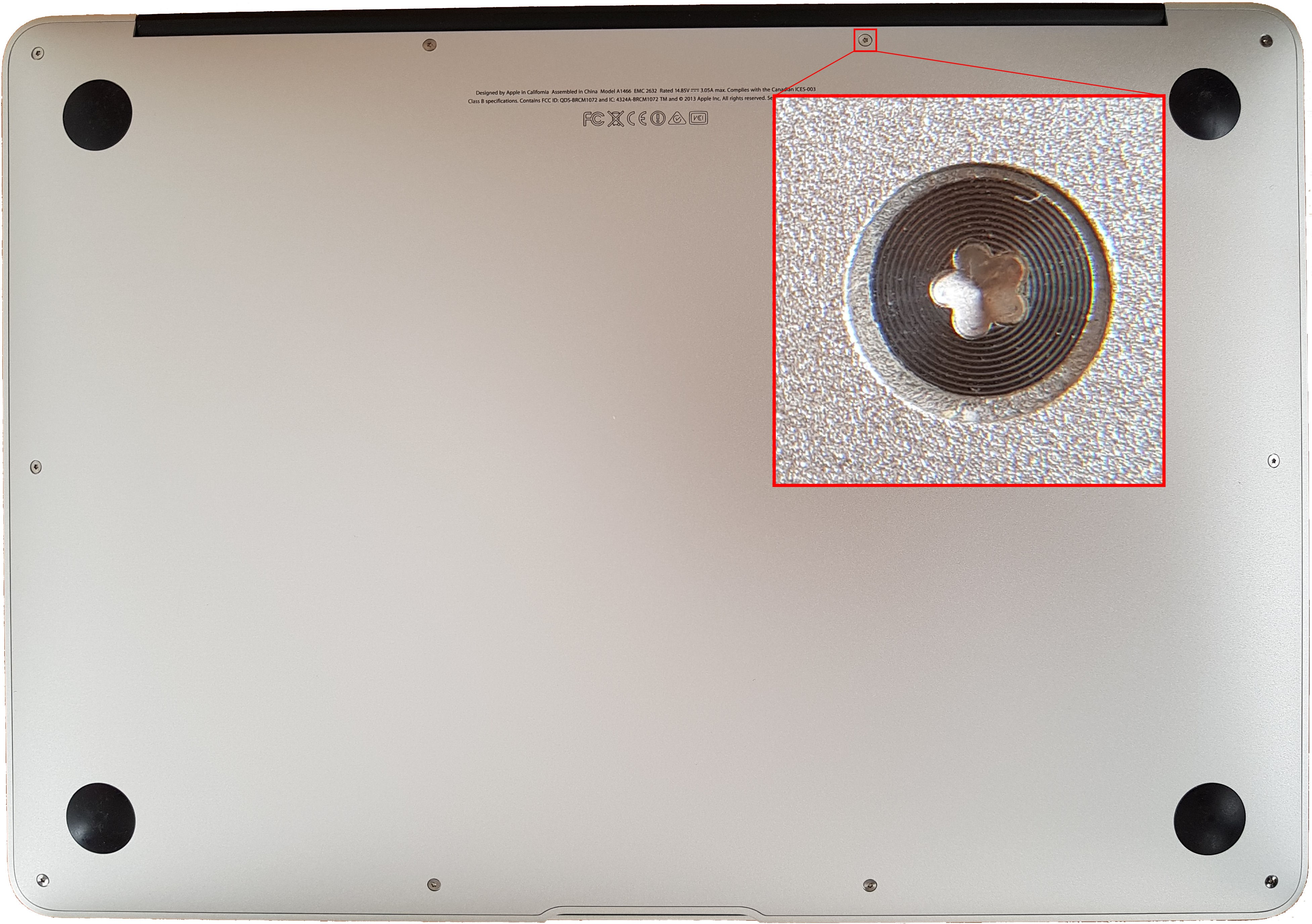
Los 10 tornillos exteriores (pentalobulares P5) de un MacBook Air de 2013 en los bordes de su tapadera inferior

Apple ha utilizado los tornillos pentalobulares más frecuentemente en los modelos MacBook Air que en el los modelos MacBook Pro. Cinco versiones del MacBook Air de 11 pulgadas (de finales de 2010, mediados de 2011, mediados de 2012, mediados de 2013 y principios de 2014) incluyen ocho tornillos pentalobulares externos de 2,5 mm de largo y dos de 8 mm de largo. Cinco versiones del MacBook Air de 13 pulgadas (de finales de 2010, mediados de 2011, mediados de 2012, mediados de 2013 y principios de 2014) utilizan ocho tornillos pentalobulares de 2,6 mm de largo y dos de 9 mm de largo. Los tornillos pentalobulares se han utilizado únicamente en el exterior en los modelos MacBook Air.

### iPhone
La primera generación de iPhone no tenía tornillos externos. El iPhone 3G y el iPhone 3GS tenían dos tornillos Phillips #00 a ambos lados de su conector dock de 30 contactos.
La primera vez que se incluyeron tornillos pentalobulares en un iPhone fue en el iPhone 4. En las primeras versiones de este modelo se usaron tornillos Phillips #00 en su exterior. En sucesivas versiones del iPhone 4 estos tornillos se reemplazaron por dos tornillos pentalobulares, uno a cada lado de su conector dock de 30 contactos. Estos tornillos pentalobulares son ligeramente más pequeños que un Torx Plus de seguridad TS1, ya que miden unos 0,8 mm. Si se lleva una de estas primeras versiones del iPhone 4 a una Apple Store para su reparación, sus dos tornillos Phillips #00 son sustituidos por tornillos pentalobulares P2.

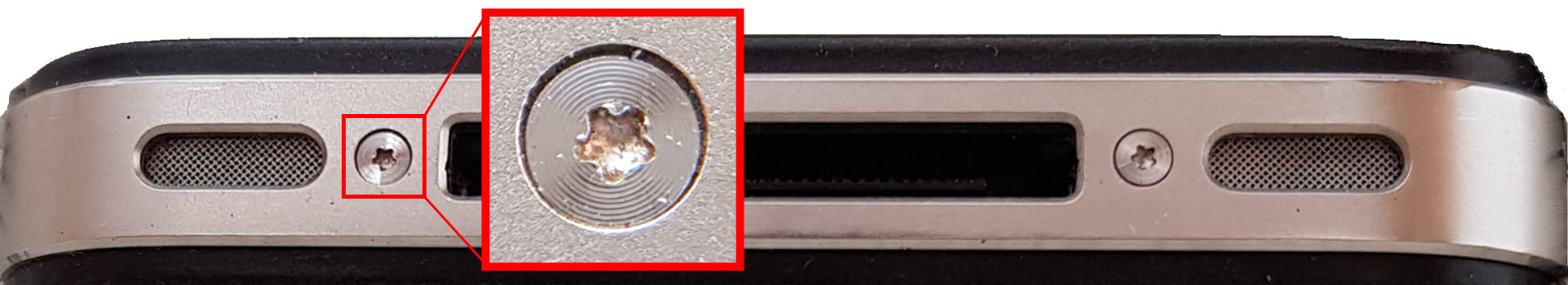
Los 2 tornillos exteriores (pentalobulares P2) de un iPhone 4s a ambos lados de su conector dock de 30 contactos

Los tornillos pentalobulares encontrados en todas las versiones del iPhone 4s son idénticos a los encontrados en las últimas versiones del iPhone 4.
El iPhone 5 tiene tornillos pentalobulares (P2) similares a los del iPhone 4s, pero tienen una longitud mayor (3,6 mm). 

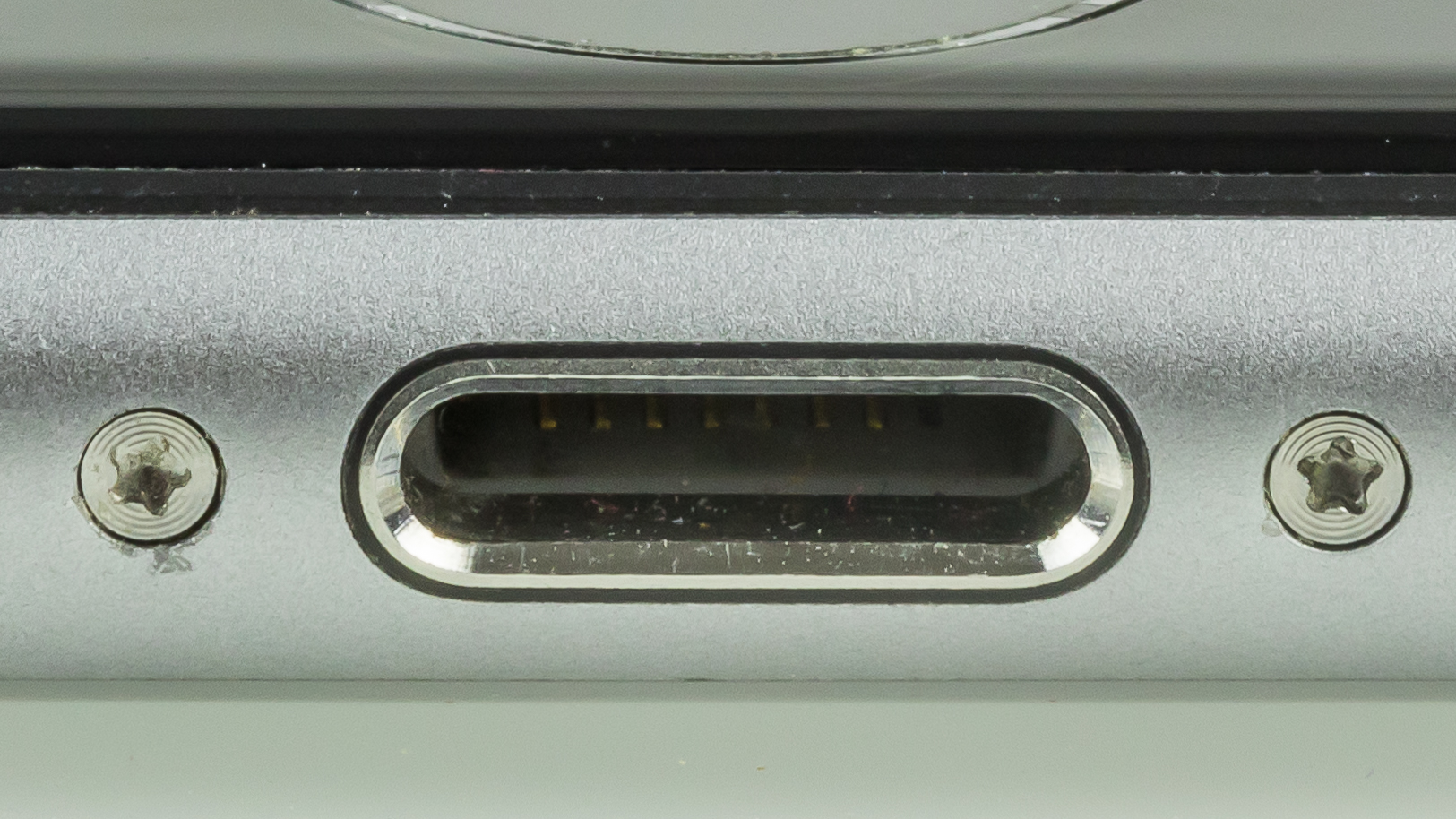
Los 2 tornillos pentalobulares P2 presentes a izquierda y derecha del conector Lightning de un iPhone 6s

De forma similar los modelos iPhone 6, 6 Plus, 6s, 6s Plus, SE, 7, 7 Plus, 8, 8 Plus, X, Xs, Xs Max y XR también incluyen dos tornillos pentalobulares exteriores, uno a cada lado de su conector Lightning.

### Apple Watch
El reloj inteligente Apple Watch utiliza cuatro tornillos pentalobulares PL2, un par de ellos para sujetar cada extremo de la correa a sus dos soportes. Mediante un destornillador pentalobular es posible reemplazar la correa de este reloj por una correa común.

## Usos en Huawei
La empresa multinacional china Huawei ha incluido tornillos pentalobulares en el Huawei P9. Esta decisión has sido criticada por Kyle Wiens, cofundador de iFixit, en un artículo que escribió para el sitio web de noticias Wired, argumentando que el uso de tornillos pentalobulares en lugar de tornillos más comunes, impide a los usuarios abrir sus propios dispositivos y reciclar sus baterías.
El modelo sucesor, el Huawei P10, también incluye tornillos pentalobulares para fijar la cubierta trasera al teléfono.

## Usos en Meizu
La compañía china de productos electrónicos Meizu también ha incluido un par de tornillos pentalobulares P2 en varios de sus modelos de teléfonos inteligentes a ambos lados del conector de carga de la batería:
- En el Meizu M5.
- En el Meizu M5C.
- En el Meizu MX5 a ambos lados de su conector Micro-USB.
- En el Meizu PRO 5.
- En el Meizu MX6 a ambos lados del conector USB-C. Estos tornillos fijan el frontal del teléfono a su carcasa, por tanto es necesario extraerlos para abrir el teléfono.
- En el Meizu M6S.
- En el Meizu PRO 6 y en el Meizu PRO 6 Plus a ambos lados del conector USB-C.
- En el Meizu PRO 7 y en el Meizu PRO 7 Plus.
- En el Meizu M8C.
- En el Meizu M1 Note a ambos lados de su conector Micro-USB.
- En el Meizu M2 Note a ambos lados de su conector Micro-USB.
- En el Meizu M3 Note.
- En el Meizu M5 Note.

## Usos en Toshiba

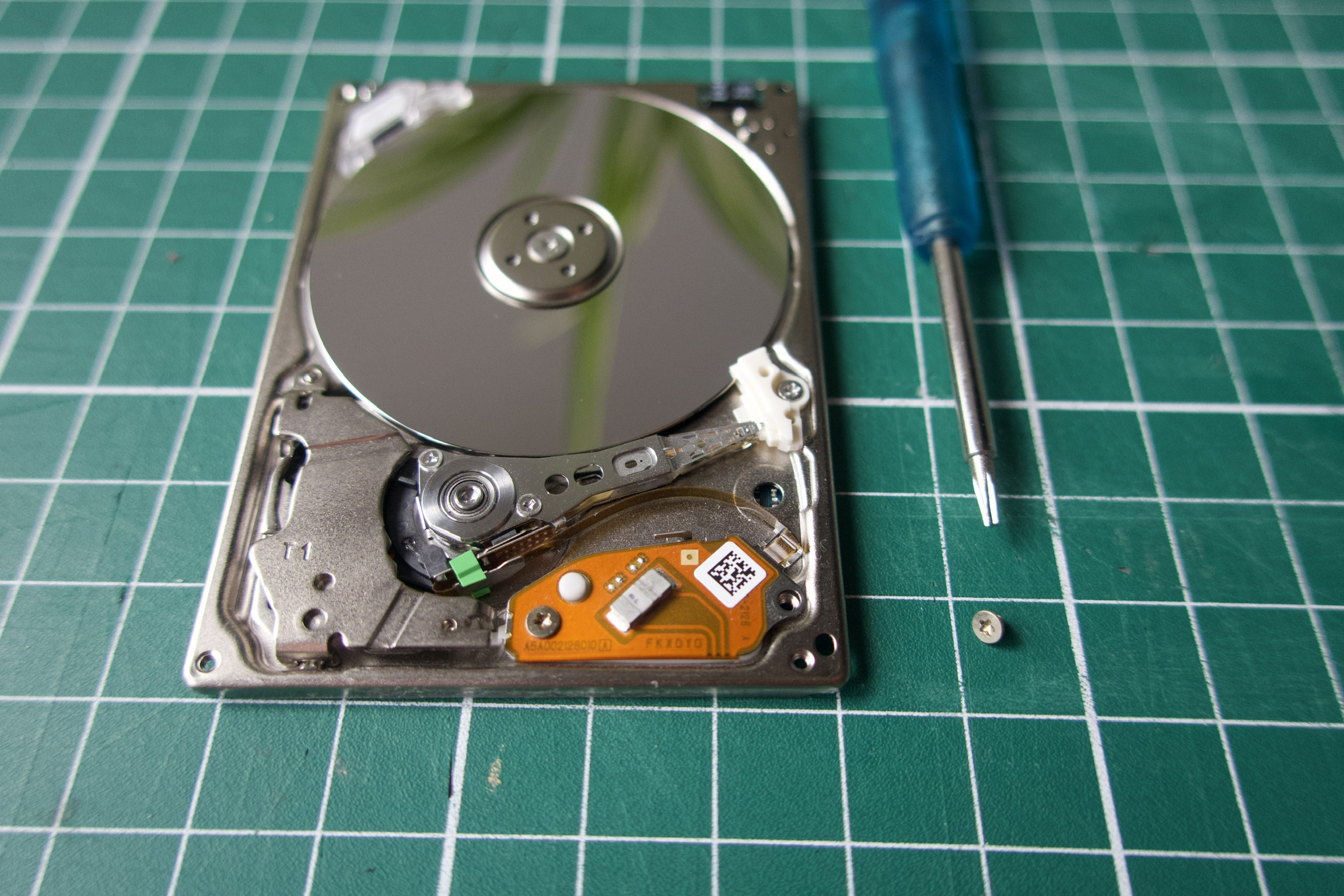
Disco duro Toshiba presente en un iPod classic de 2007 en el que se encuentran tornillos pentalobulares

En 2001 la compañía japonesa Toshiba introdujo su unidad de disco duro MK5002MAL de 1,8 pulgadas y 5 GB, la cual incluye tornillos pentalobulares. Esta unidad fue utilizada en la primera generación del IPod classic de Apple para proporcionar el almacenamiento de la música.
Estos tornillos fijan la tapadera trasera de las unidades de disco, la cual da acceso a los platos. Modelos posteriores de estas unidades de disco, como por ejemplo la de 120 GB, han seguido siendo integradas en los IPod classic Se ha alcazado la capacidad de 320 GB en estas unidades de disco.
Algunas de las unidades de disco duro Toshiba que incluyen estos tornillos petalobulares son:
| Interfaz del bus | Modelos |
| ---------------- | --- |
| PATA             | MK5002MAL (5 GB), MK5004MAL (5 GB), MK1003GAL (10 GB), MK2006GAL (20 GB), MK3008GAL (30 GB), MK4004GAH (40 GB), MK6024GAL (60 GB), MK8010GAH (80 GB), MK8022GAA (80 GB), MK1231GAL (120 GB), MK1634GAL (160 GB), MK2431GAH (240 GB) |
| SATA             | P3MK8016GSG (80 GB), MK1216GSG (120 GB), MK1235GSL (120 GB), MK1629GSG (160 GB), MK1633GSG (160 GB), MK2529GSG (250 GB), MK2533GSG (250 GB), MK3233GSG (320 GB)                                                                     |

Estas unidades están concebidas para ser utilizadas en dispositivos portátiles como reproductores multimedia.

## Comercialización de herramientas

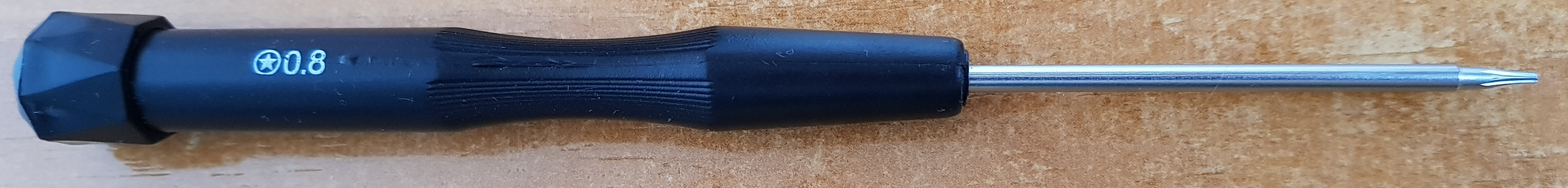
Destornillador pentalobular P2

Aunque los destornilladores pentalobulares no se suelen encontrar en pequeñas tiendas locales, sí es fácil adquirirlos a través de tiendas en línea de forma sencilla ya que también son fabricados por terceros.

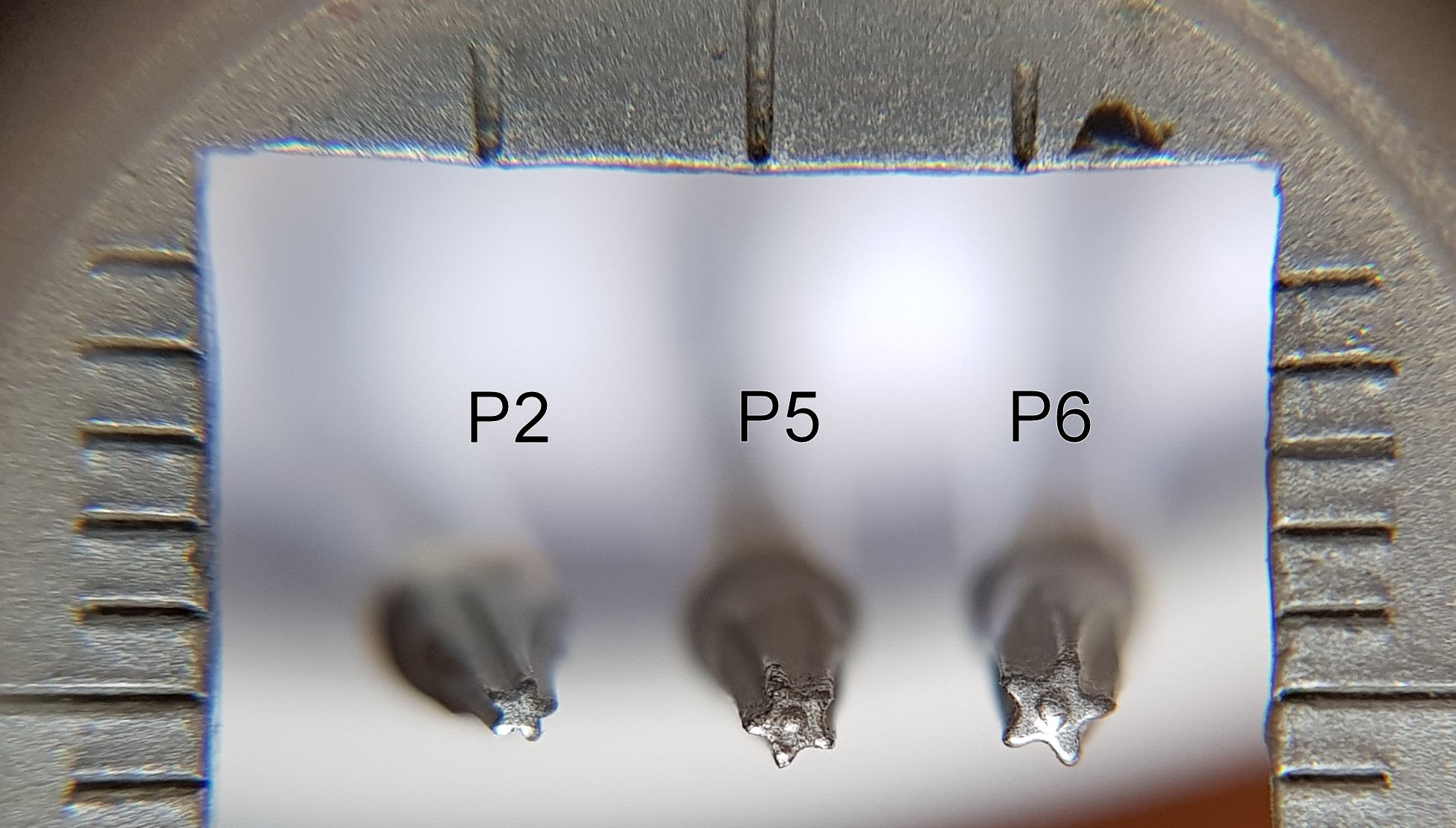
Puntas de destornilladores pentalobulares P2, P5 y P6

Tras el lanzamiento del iPhone 4 con tornillos pentalobulares varios fabricantes se dispusieron a producir destornilladores para permitir operar sobre este tipo de tornillos, algunos de estos fabricantes ofrecen destornilladores a precios muy reducidos. Existen incluso juegos que incluyen destornillador pentalobular y tornillos Phillips #00, para que el usuario pueda reemplazar los tornillos pentalobulares de sus dispositivos por tornillos equivalentes Phillips, los cuales no requieren herramientas tan específicas para extraerlos.